# Four Horsemen Studios
Il Four Horsemen Studios è un gruppo di disegnatori specializzati nella confezione di giocattoli appartenenti al genere action figure; finora hanno lavorato perlopiù su commissione della McFarlane Toys (la quale a sua volta lavora frequentemente per la Mattel).
I "Quattro Cavalieri" sono:
- Chris Dahlberg
- Eric Mayse
- Eric Treadaway
- Jim Presiosi

I Four Horsemen hanno raggiunto una certa notorietà curando la linea di giocattoli Masters of the Universe prodotta nel 2002, abbinata al nuovo cartone animato.
Altri lavori degni di nota sono una linea di action figure su Batman e un'altra su Harry Potter

## Affermazione dello Studio
Sono stati loro a creare delle serie da collezione della McFarlane Toys che sono oramai dei classici come:  Cy-Gor, Cy-Gor 2, The Gore, Mandarin Spawn, Chucky, Manga Spawn, Leatherface, Manga Freak, The Flukeman, The Monsters Playsets, e tre diverse linee delle action figure dedicate ai Kiss.
Il lavoro svolto e la grande intesa fra i componenti del gruppo, li porta col tempo a maturare la decisione di rendere i propri pupazzi da collezione, statuine dallo stile scultoreo, dotate di giunture, il più possibile snodabili (compatibilmente con le caratteristiche di nicchia del prodotto); persuasi che un pupazzo da collezione non debba necessariamente sacrificare la propria giocabilità, soltanto per mantenere fedeltà agli originali.
Questa decisione, presa quasi per gioco, li porta necessariamente a divenire unici, nel loro campo; con un po' di fortuna e, a quanto pare, grazie alle giuste conoscenze, vengono contattati dalla potente Mattel, per fare proprio quel lavoro per il quale si erano così distinti: action figure da collezione, e stavolta per ridisegnare e rivitalizzare edizioni di vecchi classici e anche di nuovi marchi Mattel.
I quattro cavalieri furono molto sorpresi dalla facilità con la quale ottennero l'incarico; ma anche alla Mattel c'era la volontà di rinnovare quel genere di offerta, sicché era già tutto predisposto nel migliore dei modi sin dal principio.
I risultati di questa collaborazione con la Mattel, sono stati la nuova linea di He-Man and the Masters of the Universe, Harry Potter, Bio-Constrictor (un cattivo della serie di Max Steel), e una coppia di playset della serie di Micro-Hot Wheels (questi ultimi però non si sa se verranno prodotti).
Forse il maggiore merito da segnalare di questo gruppo è che il ridisegno della serie classica dei Masters of the Universe, servito per la produzione dei giocattoli, ha influenzato anche tutti gli altri progetti connessi, dai cartoni, ai fumetti, e quindi anche ai videogiochi.